# Ulica Karola Olszewskiego we Wrocławiu
Ulica Karola Olszewskiego – przedłużenie głównej osi komunikacyjnej Wielkiej Wyspy we Wrocławiu, ulicy Wróblewskiego, na wschód. Zaczyna się, po stronie zachodniej, przy skrzyżowaniu z ul. Chełmońskiego i Kazimierską, a kończy na wschodzie przy skrzyżowaniu z Bacciarellego; całkowita długość ulicy wynosi około 1,9 km.
|  |
|  |

Ulica Wróblewskiego wraz z Olszewskiego stanowiły we wczesnym okresie osadnictwa drogę z miasta do wsi Dąbie, Koczotów i Bartoszowice.
Na początku XX wieku droga ta powoli zaczęła uzyskiwać charakter miejskiej ulicy. Po wytyczeniu ul. Wróblewskiego na początku XX wieku, w 1910 wytyczono też początkowy odcinek Olszewskiego, do ul. Pastelowej, a rok później – do Bacciarellego, gdzie znajdował się Port Wilhelma (Wilhelmshafen); od niego ulica przyjęła swoją (niem. nazwę Wilhelmshafener Straße.)
Środkowy odcinek ulicy, pomiędzy skrzyżowaniem ze Spółdzielczą a skrzyżowaniami z Norblina i Wojtkiewicza, ma postać dużego podłużnego placu złożonego z trzech równoległych jezdni; obie boczne jezdnie (północna i południowa) służą głównie do komunikacji pomiędzy sąsiadującymi przecznicami.
Na niemal całej długości ulicy, obok jej jezdni, prowadzi dwutorowa linia tramwajowa (pętla tramwajowa znajduje się przy skrzyżowaniu z ul. Norblina. Cała ulica obsadzona jest drzewami (gł. dębami).
Od roku 1945 patronem ulicy jest prof. Karol Olszewski, który wraz z drugim polskim naukowcem, fizykiem Zygmuntem Wróblewskim, patronem ulicy łączącej ul. Olszewskiego z miastem, w 1883 jako pierwsi w świecie skroplili tlen.